# Victorin de Feltre
Victorin de Feltre, en italien Vittorino da Feltre, de son nom de naissance Vittore Ramboldini (1378-1446) fut un humaniste et éducateur italien.

## Biographie
Né à Feltre de parents pauvres, Victorin de Feltre enseigna la rhétorique et la philosophie à l'université de Padoue. 
Il est appelé en 1423 à Mantoue par Jean-François Gonzague qui lui confia l'éducation de ses enfants, et fonda dans cette ville une école modèle, qui fut longtemps florissante. Sa réputation tenait à ce qu'il ne s'attachait pas moins à cultiver le cœur que l'esprit de ses élèves. Il était réputé lui-même être un modèle de vertu.
Pisanello le désigne comme un grand mathématicien et humaniste.
Il demeure à Mantoue jusqu'à sa mort en 1446.

## Enseignement
Dans son école, la Ca' Zoiosa ou Ca' Zocosa, située au cœur de la ville, entre la cathédrale et le Palazzo del Capitano, il faisait alterner l'étude des auteurs classiques et de la philosophie grecque avec les jeux et l'exercice physique, recherchant ainsi le bien-être entre le corps et l'esprit.
Parmi ses élèves, on cite Georges de Trébizonde, Théodore de Gaza, Jean-François Gonzague, Frédéric de Montefeltre, Francesco Calcagnini, Gregorio Correr et Omnibonus Leonicenus, qui continua à Vicence l'enseignement de Victorin.
Sa biographie a été écrite par Francesco Prendilacqua (it), qui fut son élève et lui succéda dans la direction de son école, sous le titre de Dialogus de Vita Victorini Feltrensis (1474). En 1460, Bartolomeo Sacchi, dit Le Platina, écrivit un Commentariolus de Vita Victorini Feltrensis.

## Source
Marie-Nicolas Bouillet  et Alexis Chassang (dir.), « Victorin de Feltre » dans Dictionnaire universel d’histoire et de géographie, 1878 (lire sur Wikisource)